# Попов, Иван Ефимович
Иван Ефимович Попов (14 февраля 1895 года, с. Тамбовка, Самарская губерния, Российская империя — после 1947 года, СССР) — советский военачальник, полковник (1942).

## Биография
Родился 14 февраля 1895 года в селе Тамбовка ныне сельского поселения Новопавловка Большеглушицкого района Самарской области. Русский.

### Военная служба

#### Первая мировая война
В июле 1915 года был призван на военную службу. После 3-месячного обучения в учебной команде произведен в ефрейторы и направлен на фронт. Воевал в составе 6-го пехотного Либавского полка, дослужился до младшего унтер-офицера. После ранения в 1916 года находился в команде выздоравливающих при 138-м запасном пехотном полку в городе Николаевск Самарской губернии. В апреле 1917 года демобилизован.

#### Гражданская война
27 декабря 1918 года призван в РККА и зачислен в Самарский запасной полк. С января 1919 года командовал отделением в караульном батальоне в пос. Иващенково (ныне г. Чапаевск). С августа — командир взвода в 3-м стрелковом полку красных коммунаров в городе Бугуруслан. С марта по июнь 1920 года находился на лечении в госпитале. По излечении командовал взводом Пензенского рабочего батальона в Самаре и одновременно учился на 33-х Самарских пехотных курсах. Будучи курсантом, в июле 1920 года принимал участие в подавлении антисоветского мятежа А. П. Сапожкова в Бугурусланском уезде Саратовской губернии, в конце февраля 1921 года выезжал на ликвидацию банды Попова в Пугачевском уезде.

#### Межвоенные годы
В январе 1922 года окончил обучение на курсах и был направлен командиром взвода в 291-й стрелковый полк 97-й стрелковой бригады в Самаре. С мая командовал взводом в 99-м Оренбургском стрелковом полку 33-й стрелковой дивизии, с сентября 1923 года — в 102-м стрелковом полку 34-й стрелковой дивизии. С октября 1923 года по август 1924 года проходил переподготовку на повторных курсах комсостава ПриВО, по возвращении в полк командовал взводом и ротой. В феврале 1931 года переведен в 101-й стрелковый полк этой же дивизии в городе Сызрань на должность помощника начальника штаба полка. В октябре того же года командирован на разведывательные курсы при IV управлении РККА, по окончании которых в январе 1932 года назначен начальником 2-го отделения (разведывательного) штаба 3-й колхозной дивизии Особого стрелкового корпуса ОКДВА. В августе 1938 года майор Попов назначен командиром 20-го отдельного разведывательного батальона 69-й стрелковой дивизии Дальневосточного Краснознаменного фронта. Член ВКП(б) с 1939 году. С декабря 1940 года слушатель курсов «Выстрел» (курс командиров полков).

#### Великая Отечественная война
27 июня 1941 года подполковник Попов был назначен командиром 901-го стрелкового полка 245-й стрелковой дивизии, формировавшейся в МВО.
С 15 по 20 июля дивизия входила в состав 29-й армии Фронта резервных армий, затем была передана в состав 34-й армии Резервного фронта. С 30 июля она в составе армии была включена в Северо-Западный фронт и вела ожесточенные бои с превосходящими силами противника вдоль ж. д. Старая Русса — Дно. Противнику удалось совершить фланговый обход и окружить её. Только к 24 августа части дивизии смогли выйти из окружения и занять оборону восточнее районного центра Залучье. В октябре Попов вступил в командование 898-м стрелковым полком этой дивизии.
В декабре 1941 года направлен в распоряжение Военного совета СибВО, где был назначен командиром 806-го стрелкового полка 235-й стрелковой дивизии, формировавшегося в Новосибирске. В середине февраля 1942 года дивизия включена в 58-ю резервную армию и передислоцирована в Грязовецкий район Вологодской области. В апреле она была переброшена на Северо-Западный фронт южнее города Демянск, где вошла в состав 53-й армии. В конце мая её части вели наступательные бои в направлении на Демянск, однако успеха не имели. 7	июля были выведены в резерв армии. Во второй половине июля дивизия вновь вела наступательные бои на Демянск, в феврале 1943 года принимала участие в Демянской наступательной операции. Введенная в прорыв 16 февраля в районе «горловины» плацдарма противника, она продвинулась на 30 км и вышла к реке Ловать, овладев при этом 17 населенными пунктами. С 19 марта по 10 июля 1943 года дивизия находилась в резерве Ставки ВГК, затем была включена в 3-ю армию Брянского фронта и участвовала в Орловской наступательной операции. В июльских боях 1943 года южнее города Мценск 806-й стрелковый полк под командованием полковника Попова прорвал передний край обороны противника в районе деревни Малое Измайлово. Командир умело руководил боем полка, был ранен, но остался в строю. В начале августа он был допущен к исполнению должности заместителя командира 235-й стрелковой дивизии.
В конце октября 1943 года Попов переведен заместителем командира 234-ю стрелковую Ломоносовскую дивизию, входившую в состав 4-й ударной, затем 43-й армий Калининского фронта. В конце ноября она была включена в 11-ю гвардейскую армию и участвовала в Городокской наступательной операции. В январе её части в составе 4-й ударной армии оборонялись севернее Витебска. В начале февраля 1944 года дивизия была выведена в резерв Ставки ВГК. В марте она была передислоцирована на 2-й Белорусский фронт, где включена в 47-ю армию. С 5 апреля дивизия в составе 1-го Белорусского фронта. С 8 июля она принимала участие в Белорусской, Люблин-Брестской наступательных операциях. В сентябре её части вели наступательные бои в направлении Прага (пригород Варшавы), имея задачу выхода на рубеж реки Висла. 14 сентября 1944 года крепость Прага была освобождена. В ознаменование одержанной победы дивизии было присвоено наименование «Ломоносовско-Пражская».
С декабря полковник Попов — командир 260-й стрелковой Ковельской Краснознаменной дивизии. В составе 47-й армии она занимала оборону северо-западнее Варшавы. 8	января 1945 года Попов назначен начальником отдела боевой подготовки 47-й армии. Участвовал с ней в Варшавско-Познанской, Восточно-Померанской и Берлинской наступательных операциях.

#### Послевоенное время
В июле 1945 года гвардии полковник Попов был назначен заместителем командира 12-й гвардейской стрелковой Пинской Краснознаменной ордена Суворова дивизии в Группе советских войск в Германии, с февраля 1946 года — в составе Московского военного округа. 
5 марта 1947 года в звании полковника уволен в запас.
Дальнейшая судьба не установлена.

## Награды
- орден Ленина (21.02.1945)[4][5]
- два ордена Красного Знамени (02.09.1944[6], 03.11.1944[7][5])
- орден Богдана Хмельницкого II степени (31.05.1945)[8]
- орден Александра Невского (01.08.1943)[9]
- орден Отечественной войны I степени (06.03.1945)[10]
- орден Красной Звезды (09.03.1943)[11]
  - медали в том числе:
  - «XX лет Рабоче-Крестьянской Красной Армии» (1938)[6]
  - «За победу над Германией в Великой Отечественной войне 1941—1945 гг.» (1945)[12]
  - «За взятие Берлина» (1945)[12]
  - «За освобождение Варшавы» (1945)[12]